# Liste der Biografien/Berz
Liste der Biografien |
Portal Biografien |
Personensuche
# |
A |
B |
C |
D |
E |
F |
G |
H |
I |
J |
K |
L |
M |
N |
O |
P |
Q |
R |
S |
T |
U |
V |
W |
X |
Y |
Z |
?
 
Ba |
Be |
Bd |
Bg |
Bh |
Bi |
Bj |
Bl |
Bm |
Bn |
Bo |
Br |
Bs |
Bu |
Bw |
By |
Bz
 
Bea–Beb |
Bec |
Bed |
Bee |
Bef |
Beg |
Beh |
Bei |
Bej |
Bek |
Bel |
Bem |
Ben |
Beo |
Bep |
Beq |
Ber |
Bes |
Bet |
Beu |
Bev |
Bew |
Bex |
Bey |
Bez
 
Bera |
Berb |
Berc |
Berd |
Bere |
Berf |
Berg |
Berh |
Beri |
Berj |
Berk |
Berl |
Berm |
Bern |
Bero |
Berq |
Berr |
Bers |
Bert |
Beru |
Berv |
Berw |
Berx |
Bery |
Berz
Die Liste der Biografien führt alle Personen auf, die in der deutschsprachigen Wikipedia einen Artikel haben. Dieses ist eine Teilliste mit 43 Einträgen von Personen, deren Namen mit den Buchstaben „Berz“ beginnt.

## Berz
- Berz, Ernst-Ludwig (1941–2020), deutscher Bibliothekar
- Berz, Fritz (1883–1966), deutscher Innenarchitekt, Maler und Grafiker
- Berz, Gerhard (* 1941), deutscher Geowissenschaftler
- Berz, Manfred (* 1938), deutscher Fußballspieler
- Berz, Max (1845–1915), deutscher Maler und Kunsthändler
- Berz, Simon (* 1967), Schweizer Schlagzeuger und Klangkünstler

### Berza
- Berzau, Henner (1921–2008), deutscher Dialektdichter und Musiker
- Berzau, Ingrid (* 1952), deutsche Schauspielerin und Theaterleiterin

### Berzb
- Berzbach, Frank (* 1971), deutscher Autor und Kulturwissenschaftler

### Berzd
- Berzdorf, Franziskus (* 1953), deutscher Benediktiner und Abtpräses der Beuroner Kongregation

### Berze
- Berze Nagy, János (1879–1946), ungarischer Sprach- und Literaturwissenschaftler
- Berzel, Aaron (* 1992), deutscher Fußballspieler
- Berzelius, Jöns Jakob (1779–1848), schwedischer ChemikerJöns Jakob Berzelius (1779–1848)

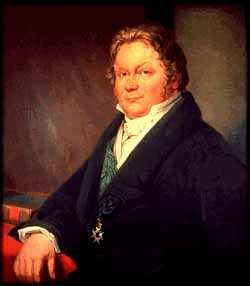
Jöns Jakob Berzelius (1779–1848)

- Berzeviczy, Albert (1853–1936), ungarischer Politiker, Minister und erster Präsident des Ungarischen Olympischen Komitees
- Berzeviczy, Umina (* 1762), Sagenhafte Inkaprinzessin
- Berzeviczy-Pallavicini, Friedrich Ludwig (1909–1989), österreichisch-ungarischer Maler und Graphiker, Innenarchitekt und Bühnenbildner

### Berzi
- Berzin, Alexander (* 1944), US-amerikanischer Autor und Übersetzer
- Bērziņa, Ilze (* 1984), lettische Schachspielerin
- Bērziņa, Inga (* 1963), lettische Politikerin
- Bērziņa, Zane (* 1971), lettische Designerin, Künstlerin, Forscherin und Professorin
- Bērziņš, Alfons (1916–1987), lettischer Eisschnellläufer
- Bērziņš, Andris (* 1944), lettischer Geschäftsmann und Politiker
- Bērziņš, Andris (* 1951), lettischer Politiker und Ministerpräsident
- Bērziņš, Armands (* 1983), lettischer Eishockeyspieler
- Bērziņš, Gaidis (* 1970), lettischer Jurist und Politiker, Mitglied der Saeima
- Bērziņš, Gunārs (1927–1999), lettischer Karikaturist
- Bērziņš, Gundars (1959–2023), lettischer Politiker
- Bērziņš, Indulis (* 1957), lettischer Politiker, Mitglied der Saeima
- Bērziņš, Jānis (* 1982), lettischer Biathlet
- Bērziņš, Juris (* 1954), sowjetischer Ruderer
- Bērziņš, Reinholds (1888–1938), lettischer Revolutionär
- Bērziņš, Uldis (1944–2021), lettischer Dichter und Übersetzer
- Bērziņš, Viesturs (* 1974), lettischer Bahnradsportler
- Bērziņš, Voldemārs (1905–2002), lettischer Fußballspieler

### Berzl
- Berzl, Johannes (* 2000), deutscher Schauspieler

### Berzo
- Berzolari, Luigi (1863–1949), italienischer Mathematiker
- Berzon, Betty (1928–2006), US-amerikanische Autorin und Psychotherapeutin
- Berzosa Martínez, Cecilio Raúl (* 1957), spanischer Geistlicher und emeritierter römisch-katholischer Bischof von Ciudad Rodrigo
- Berzosa, Alicia (* 2000), spanische Langstreckenläuferin

### Berzs
- Berzsenyi, Barnabás (1918–1993), ungarischer Degenfechter
- Berzsenyi, Dániel (1776–1836), ungarischer Dichter
- Berzsenyi, Mária (* 1946), ungarische Handballspielerin und -trainerin
- Berzsenyi, Ralph (1909–1978), ungarischer Sportschütze